# Ara glaucogularis
El guacamayo barba azul (Ara glaucogularis), es una especie de ave psitaciforme de la familia de los loros muy similar al Guacamayo ara ararauna, es endémica de los llanos de Moxos, en el departamento del Beni, al norte de Bolivia, país donde es llamada paraba barba azul. Los numerosos reportes del pasado para otras regiones (el sur de Bolivia, Paraguay y el norte de Argentina) hoy son generalmente cuestionados, entendiéndolos como resultado de aves escapadas del cautiverio, errores en el etiquetado del real sitio de captura o confusiones con la muy similar Ara ararauna (hoy extinguida en toda su distribución austral), debido a las similitudes morfológicas entre ambas y a la confusa historia taxonómica que relacionó a estos taxones.
Se encuentra en peligro crítico de extinción, y su población en libertad ronda solo los 450 a 550 individuos. La demanda de estos guacamayos como aves de compañía ha mermado hasta el límite sus poblaciones, por lo que leyes nacionales e internacionales prohíben su captura y comercio.[cita requerida]

## Nombre común
Son numerosos los nombres con que esta ave es conocida en castellano: guacamayo barbazul', guacamayo barba azul, guacamayo de barba azul, guacamayo garganta azul, ', arara azul y amarillo, caninde, guacamayo caninde, guacamayo garganta celeste, guacamayo amarillo, etc. El nombre boliviano para la especie es: paraba barba azul, siendo "paraba" el término con el que en ese país designan a los grandes guacamayos.

## Descripción

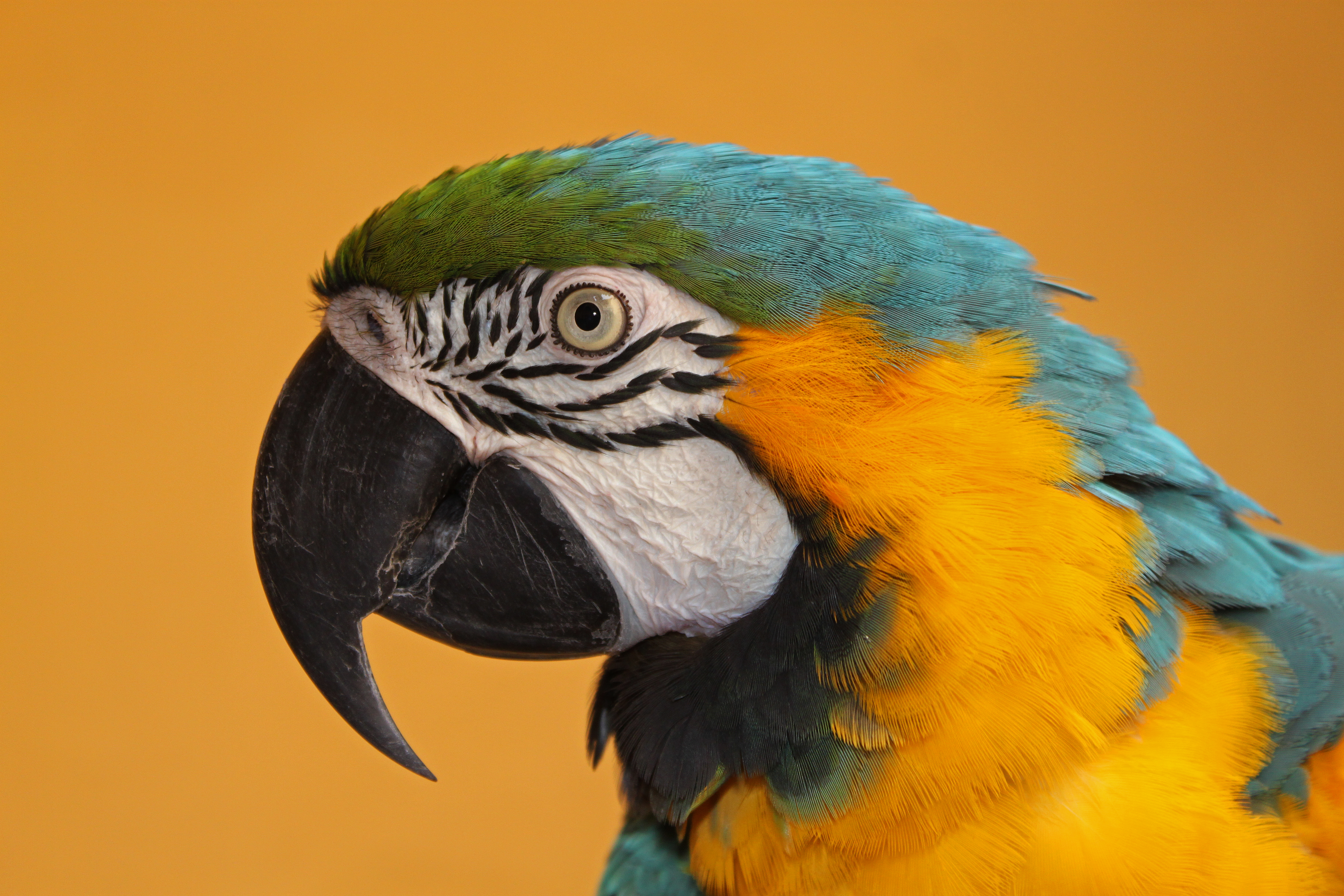
Detalle de la cabeza de Ara ararauna, donde se observan las diferencias con A. glaucogularis.

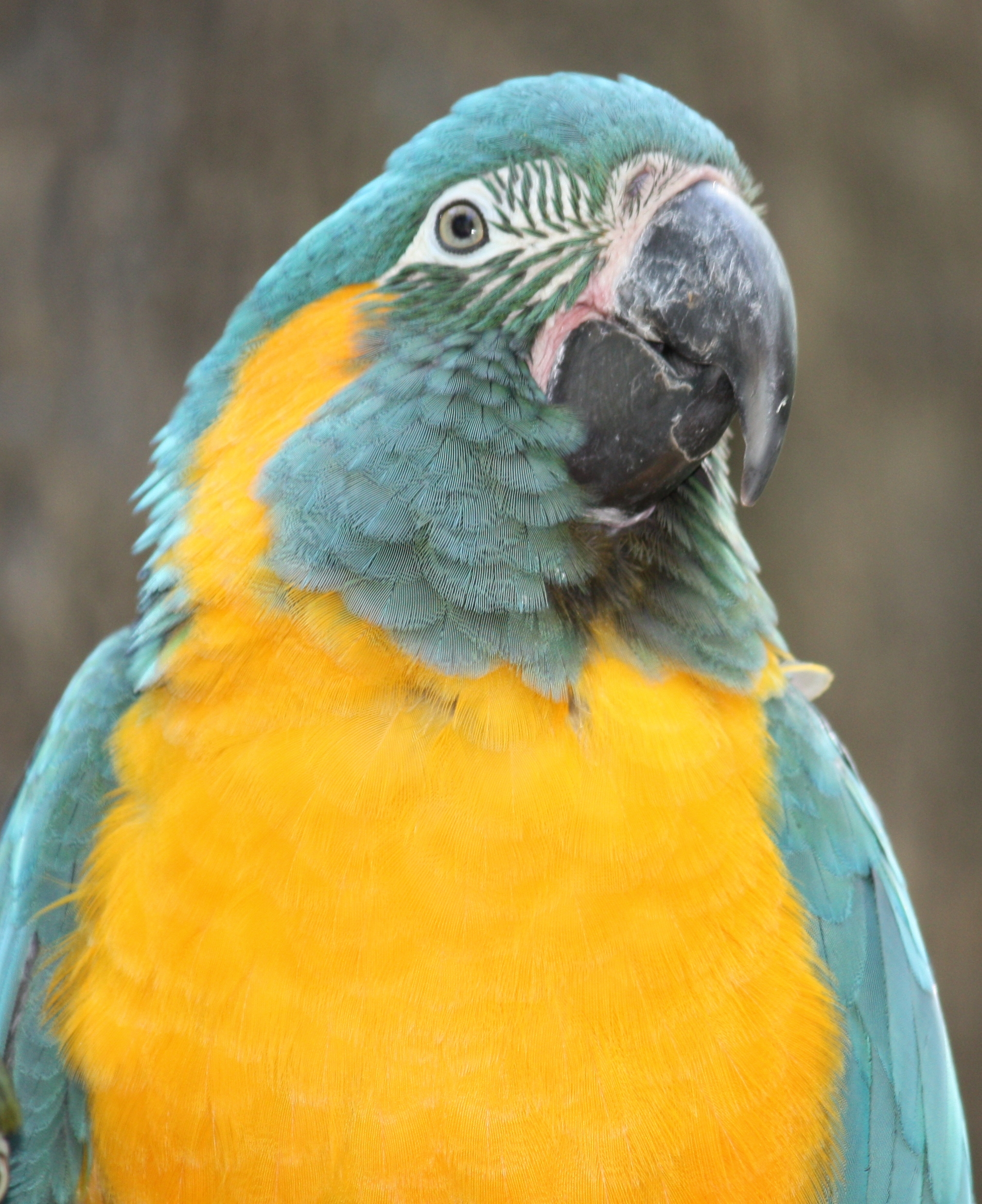
Detalle de la cabeza de A. glaucogularis, donde se observan las diferencias con Ara ararauna.

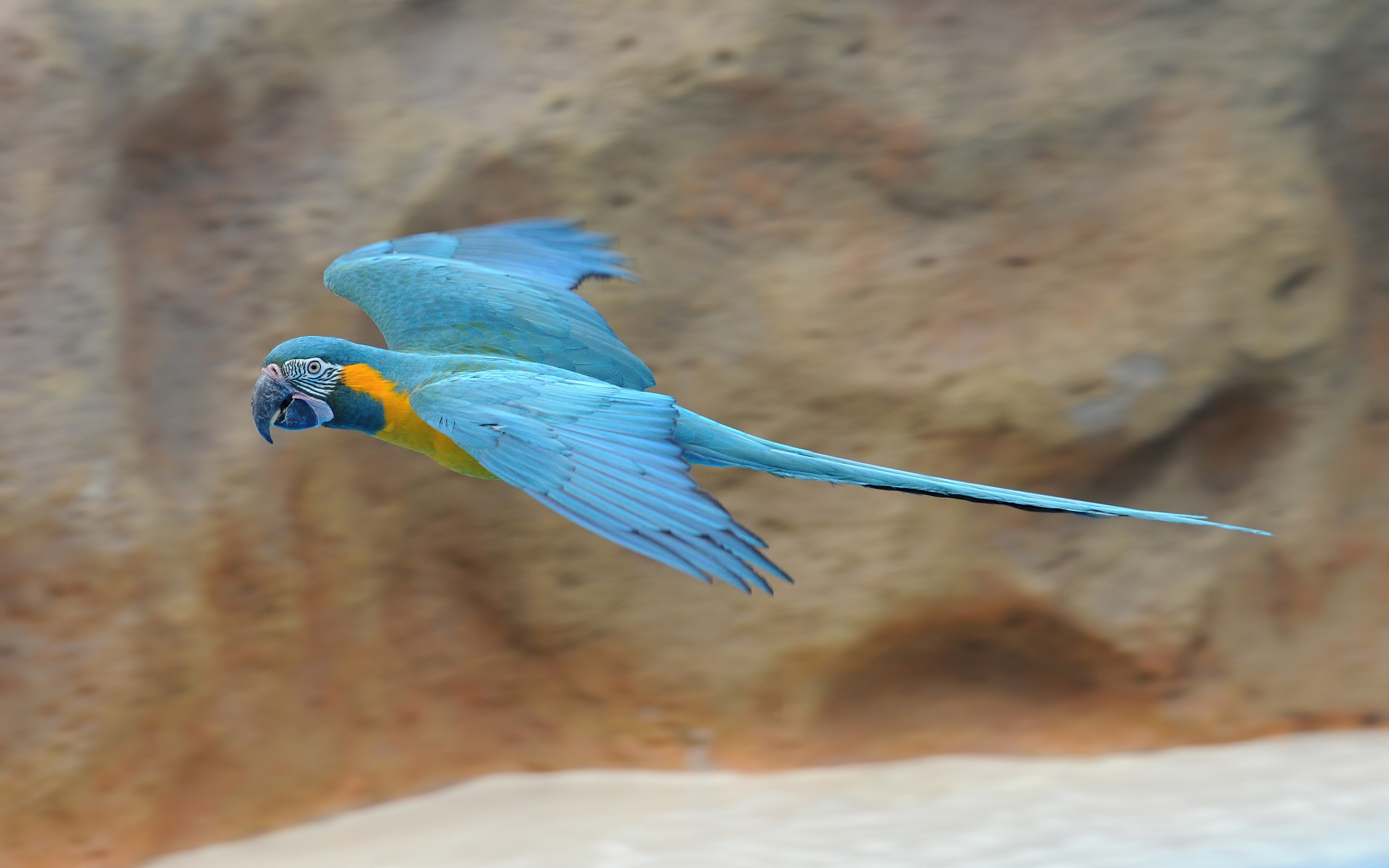
Guacamayo barbazul en vuelo.

Posee un tamaño de 95 cm llegando hasta 98 cm y un peso que ronda los 800 g. Su espalda es de color azul al igual que el lomo. La cola es azul celeste y el vientre amarillo. Las diferencias con Ara ararauna (especie muy similar) se encuentran en la garganta que tiene un amplio babero o gola de color azul turquesa (en A. ararauna es negro y menos extendido), en la frente azul (en A. ararauna es verde), en la región desplumada y blanca de la cara que en esta posee muy poca extensión y es cruzada en toda la superficie por varias rayas de plumas azules (en A. ararauna la región desplumada es bien amplia y solo cruzada en el sector superior por finas líneas de plumas negras) y por una angosta franja desnuda de color rosado pálido que se interpone entre el sector desplumado de la cara y el pico (en A. ararauna esa zona es blanco-crema).

## Costumbres

### Hábitos
Este guacamayo recorre los palmares y bosques en galería en busca de su alimento, mediante un vuelo fuerte y sostenido, emitiendo estridentes reclamos. En algunos de los sitios la especie persiste; otras localidades en cambio son abandonadas para trasladarse a otros sitios expandiendo su geonemia, aunque las zonas que registran ausencia de la especie pueden ser luego recolonizadas, por lo que se continúa estudiando si esta forma de nomadismo es parte del patrón de comportamientos naturales de la especie o es fruto de algún tipo de disturbio que lo desencadene.

### Hábitat
Estudios de campo han encontrado que la especie habita preferentemente en bosques de palmas (de la palma motacú) sobre suelos algo más elevados, en medio de una matriz de pampas con termiteros y sabanas temporalmente inundables y selvas en galería.

### Dieta
Estudios de campo han encontrado que la especie explota un menú más amplio de vegetales de lo que se creía en un comienzo. Este guacamayo hace uso de los recursos disponibles en la zona donde se encuentre. Si bien las nueces de la palma Attalea phalerata constituyen el componente más importante de su dieta, se alimenta de otras especies de palmas (Mauritia flexuosa, Acrocomia aculeata, Syagrus botryophora, Astrocaryum vulgare), de una Anacardiaceae (Astronium balansae), de una Euphorbiaceae (Hura crepitans), de una Cochlospermaceae (Cochlospermum hybiscoides), de una Sapindaceae (Sapindus saponaria), de una Myrtaceae (Eugenia sp.), y de dos Rubiaceae (Genipa americana, Calycophyllum multiflorum). Todas estas especies poseen una amplia distribución en el trópico y subtrópico del centro de Sudamérica. 

### Reproducción
La temporada reproductiva comienza entre octubre y noviembre, en coincidencia con el inicio de la temporada lluviosa, pudiéndose extenderse hasta abril. 
Con el avance de los estudios sobre su biología los investigadores se inclinan por considerar que A. glaucogularis no es un ave especializada en un hábitat o especie vegetal en particular, utilizando en cambio los recursos disponibles en el área en que habita; esto también se corresponde en la elección de la especie arbórea portadora de su nido. Este lo construye en huecos de árboles de por lo menos once especies, destacando las palmeras motacú (ejemplares muertos), pero también utiliza otras especies siempre que el grosor del tronco permita un diámetro interno del nido de 30 cm. Se han encontrado nidos en ejemplares de: Attalea speciosa (= Attalea phalerata), Acrocomia aculeata, Copernicia alba, Mauritia flexuosa, (Arecaceae), Sterculia striata (Sterculioideae), Vitex cymosa (Verbenaceae), Calycophyllum multiflorum (Rubiaceae), Gallesia integrifolia (Phytolaccaceae), Hymenaea courbaril (Caesalpinioideae), Tabebuia sp. (Bignoniaceae) y Ceiba sp. (Bombacaceae).
Generalmente la postura es de dos huevos (de color blanco), siendo raras las de solo uno o las de tres. La eclosión ocurre luego de un período de incubación de entre veinticinco y veintiséis días. Los pichones permanecen en el nido durante tres meses, en los cuales serán alimentados por sus padres con semillas de árboles y palmas, ya que la época de crianza coincide con el pico de oferta de frutos disponible.
El guacamayo Ara ararauna es un competidor directo por los nidos, resultando frecuentemente en que este último, en razón de ser más fuerte y más grande, termina desplazando a A. glaucogularis. 
También se ha observado que el tucán grande (Ramphastos toco) y las zarigüeyas (Didelphis sp.) pueden perturbar la anidación o predar sobre sus huevos y pichones.

## Taxonomía
A. glaucogularis fue denominado durante más de cien años como Ara caninde, y muy poco se supo de él después de la exposición que hiciera Félix de Azara al ver, por lo menos, un ejemplar cautivo (sin las plumas remeras de las alas) y, supuestamente, de esta especie mientras vivió en Asunción, Paraguay. Durante décadas se la incluyó también dentro de la sinonimia de Ara ararauna (su especie más próxima y morfológicamente más similar), como un morfo de ella, como una forma de A. ararauna con plumaje aberrante o como una subespecie de la misma. También se la conoció con el nombre de Ara caninde, sobre la base de la descripción que, bajo el nombre de Sittace Canindé, realizó el célebre herpetólogo y ornitólogo alemán Johann Georg Wagler en su obra Monographia Psittacorum del año 1832, en la cual incluía, entre otras, la descripción para la ciencia del guacamayo azul. Este científico (Director del Museo Zoológico en la Universidad de Múnich) trabajó en extensas colecciones traídas desde Brasil. Este nombre pasaría a caer en la sinonimia de Ara ararauna.    
La descripción formal para la ciencia bajo el nombre de Ara glaucogularis recién ocurrió en el año 1921, y fue hecha por el ornitólogo ítalo-argentino Roberto Dabbene, quien se percató que la especie no contaba con nombre científico válido, dándole como localidad típica: Paraguay, (luego sería cambiada por la que figura en la tarjeta del ejemplar tipo que le fue asignado). Es que un año antes, el mismo Dabbene había postulado que el Caninde que describe Azara del Paraguay para él se trataba de Ara ararauna y había bautizado a la otra especie con el nombre de Ara azarae, en honor al sabio español. Algunos especialistas concordarían con la hipótesis propuesta por Dabbene (como Bertoni) mientras que otros no, entre los cuales estaba J. Ingels. Más allá de eso, su descripción formal fue pasada por alto hasta el año 1981, cuando el propio Ingels la saca a la luz, revalidando Ara glaucogularis y pasando a sinonimia de Ara ararauna a A. caninde y a A. azarae.
El ejemplar tipo de A. glaucogularis figura en los registros de colección como de origen en Santa Cruz de la Sierra (a 480 m s. n. m.), en el departamento de Santa Cruz, Bolivia, a 17°48′S 63°10′O, capturado en el año 1863 o con anterioridad a esa fecha. Se encuentra depositado en el gabinete de ejemplares tipo de la sección de Ornitología del Museo Argentino de Ciencias Naturales Bernardino Rivadavia (MACN).

### Sinonimia
La sinonimia de esta especie es la siguiente:
- Sittace Canindé Wagler, 1832[9]
- Ara caninde auct [no Sittace caninde Wagler, fundado sobre "Canindé" N°272 de Azara = Ara ararauna L.]
- Macrocercus (Ararauna) caninde Bonaparte, 1854 [no Wagler][14]
- Sittace Canindé Finch [no Wagler][15]
- Ararauna caninde (Gray, 1891) [no Wagler][16]
- Ara azarae Dabbene, 1920 [no Reichenow].[11]
- Ara ararauna caninde (Wagler, 1832)[17]

### Híbridos
En cautiverio la hibridación entre los grandes psitácidos es cada vez más frecuente, produciendo individuos sexualmente aptos, los que a su vez pueden cruzarse con otras especies. Por varias razones los avicultores suelen hibridar en cautiverio las especies comunes del género Ara, desarrollando así ejemplares con novedosas combinaciones de colores, a raíz de lo cual cada especie posee numerosos nombres de híbridos que ya han sido obtenidos en este tipo de cruzamientos. 
De las poblaciones silvestres de Ara glaucogularis no se han reportado ejemplares híbridos, a pesar de que convive con otros grandes loros del mismo género con los cuales podría generar descendencia híbrida viable. Como la población total en cautiverio a nivel mundial de este guacamayo es aún baja, al reproducirla generalmente se ha procurado mantener la especie "pura" (ambos padres A. glaucogularis). Sin embargo, se ha reportado la producción de una población híbrida de esta especie en cautividad: el denominado “guacamayo Corrientes”, fruto de la cruza entre esta especie y Ara militaris. Al ser ambas especies integrantes del apéndice I de CITES, también este híbrido se incluye en dicha categoría, a pesar de que no existe en libertad. Se ha obtenido en el criadero de psitaciformes “Corrientes Loro Park”, de la localidad de San Cosme, provincia de Corrientes, en el nordeste de la Argentina.

## Distribución

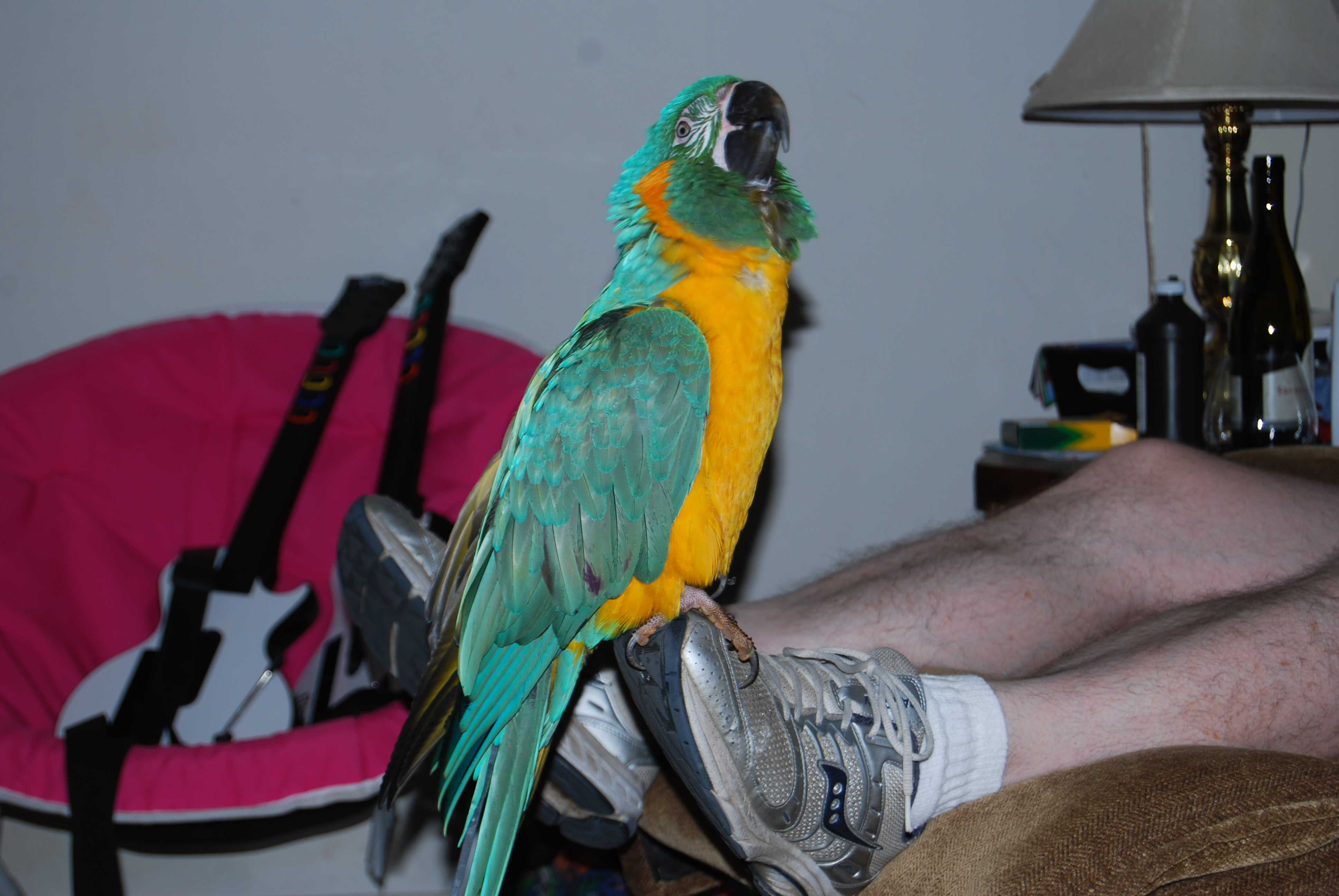
Un A. glaucogularis mantenido como mascota.

Esta especie era antiguamente mucho más común que en la actualidad. Solo durante la década de 1980 se exportaron desde Bolivia mil doscientos ejemplares capturados de la población silvestre. Sin embargo su distribución original es discutida, pues muchos de los antiguos registros de la especie se sospechan que podrían ser confusiones con la muy similar Ara ararauna, la que antaño contaba con una distribución más extendida hacia el sur.
En el año 1992 fue descubierta una población en los llanos de Moxos, al este del río Mamoré superior, en el departamento del Beni al norte de Bolivia.
En el año 2007 fue reportada también en dos estancias situadas aproximadamente a 120 km al occidente del río Mamoré, por lo que su distribución actual quedó confinada entre las latitudes 15º23’S y 13º50’S y entre las longitudes 64º24’O y 66º29’O, en sectores comprendidos en 5 provincias del departamento del Beni: Cercado, Marbán, Mamoré, General José Ballivián y gran parte de Yacuma.

### Supuestos registros fuera de los llanos de Moxos

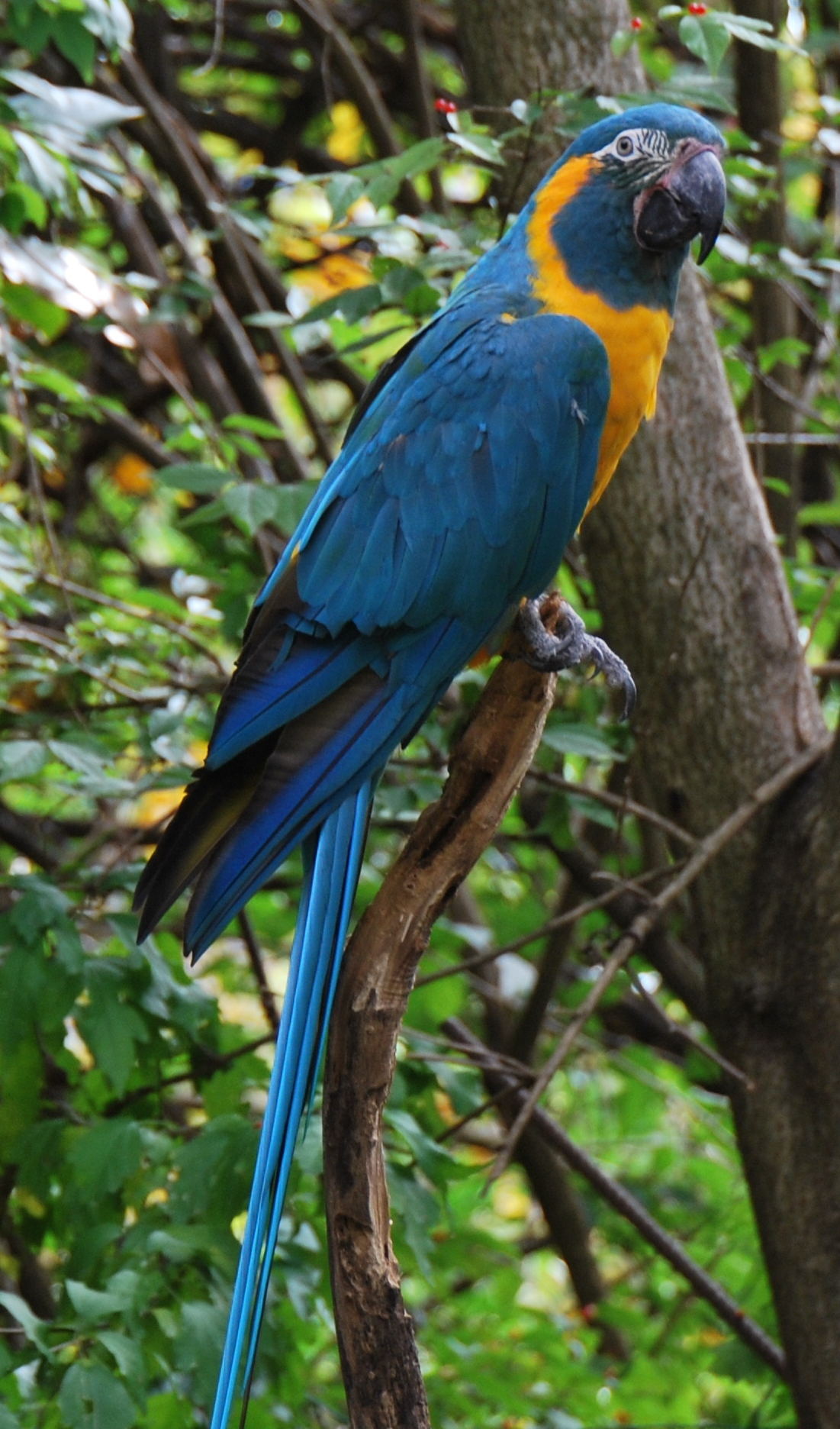
Un ejemplar de esta especie.

No hay acuerdo entre los especialistas sobre si esta especie tuvo en el pasado una distribución mucho más amplia, y hasta dónde esta podría haber alcanzado. Sin embargo, sobre la base de los primeros informes de comerciantes y tramperos de aves, que señalaban que la especie está presente en un área mayor antes de la intensa actividad de tráfico de aves que ocurrió en Bolivia en los finales de la década de 1970 y principios de la del 1980, los científicos sugieren que la actual geonemia de este guacamayo es un fragmento remanente de un área originalmente más grande.
Además de la indiscutible[¿según quién?] área de los llanos de Moxos, fueron señaladas observaciones, o figuran etiquetados ejemplares de museo, en el centro, este y sur de Bolivia, Brasil, el Paraguay y el norte de la Argentina. Mayormente todas ellas se adjudican a confusiones con la muy similar Ara ararauna, a etiquetados en los cuales figura la localidad de acopio o adquisición y no la real localidad de captura y hasta, en algunos casos, a que se trataría de ejemplares escapados del cautiverio. 

#### En el resto de Bolivia y Brasil
El ejemplar tipo figura en los registros de colección como de origen en Santa Cruz de la Sierra. C. Yamashita cree que en tiempos de la colonia esa ciudad era un centro de comercio con los llanos del Beni, por lo que pudo no ser originaria del área de la ciudad; si bien reportes confiables la indicaban de dicho departamento, se referían al sector noroeste del mismo. El mismo C. Yamashita desestima también la localidad de Buenavista (17°28'63°37'W) que figura en el registro de colección de dos pieles de la especie del Carnagie Museum de Pittsburgh, Pensilvania (Estados Unidos), ya que era la localidad base donde operaba la familia Steinbach, comerciantes de pieles de aves para nutrir los museos del mundo. Igualmente descarta los reportes para el sur de Bolivia y el valor de las fichas de los dos ejemplares depositados en el Museo de Historia Natural de Londres, en las que figura como origen: "Interior de Brasil" (proveniente de la colección del señor Warwick) y "Río Amazonas" (procedente de la colección del señor Stevens).

#### En el Paraguay
Según Félix de Azara, existía en el Paraguay colonial de fines del siglo XVIII, región que constituiría su terra typica, sin embargo, ya en esa época había cierto tráfico de mercancías entre las misiones jesuíticas de Chiquitos y del Paraguay, por lo que el o los ejemplares vistos por Azara podrían haber venido desde lo que hoy es Bolivia.
Azara escribió que de acuerdo con la información que le aportaron los indios guaraníes, la especie no se encontraba en esa época ni más al sur de 24°30’S, ni dentro de una distancia de cincuenta leguas (cerca de 275 km) de Asunción, donde antiguamente era común. Azara no es claro si se refiere a las variaciones de los guacamayos azul y amarillo o sí describe un único individuo, lo que podría indicar que se tratase de un híbrido, al tener la garganta azul (como A. glaucogularis) pero verde en la cabeza y tres líneas negras en la «cara» (como A. ararauna). Para Ingels el guacamayo del que habla Azara parece referirse a A. ararauna, en cambio para R. Ridgely es A. glaucogularis. Para Manuel Nores y Darío Yzurieta, Azara describe a ambas especies, las que podrían haber convivido en simpatría, tal vez en algún momento del año, tal como hoy lo hacen en Bolivia.
El problema es que Azara no describió por separado a A. ararauna, sino solo a una especie de guacamayo azul y amarillo. Incluso, como en gran parte de la obra, criticando a Georges Louis Leclerc, conde de Buffon como «descuidado» a la hora de describir las especies. Sobre el Arableu de este último indica que él 

...no le marca con propiedad la gola, poniéndosela negra, le tiñe sobre la cabeza del celeste que encima del cuerpo.

 Es que Azara al describir al Caninde había dicho: 

Una ancha gola azul turquí hay en lo más alto de la garganta. (...) Sobre la cabeza verde,...

 Esto es confuso porque A. glaucogularis no posee verde en la cabeza y él criticó a Buffon por colocar la corona de su ave del mismo tono que el dorso (celeste).
En 1944 B. Podtiaguin notificó de dos ejemplares de A. glaucogularis que el 18 de junio de 1939 habían sido colectados por E. Avilla en Colonia Esperanza (localidad precisa desconocida), uno es una hembra, la cual presentaba la garganta azul verdoso con algunas plumas muy oscuras y el otro es un macho "el cual representa la forma típica". Además notificó de otro ejemplar colectado por P. Willim en Colonia Nueva Italia en el Dep. Villeta, sin fecha pero se calculó que habría sido en la década de 1930 o comienzos de la de 1940. Acompañó el registro con información sobre sus hábitos de vida. Indicó que, en determinados años, este papagayo emprende extensas migraciones, cuando esto ocurre no es raro encontrarlo en Paraguay, si bien no es frecuente su reporte, según él, en razón de la total ausencia de ornitólogos en ese país. Las pieles parecen haberse extraviado.
Analizando los reportes de Podtiaguin, Floyd E. Hayes cree que la identificación de los especímenes como A. glaucogularis es sin duda correcta, aunque el origen de los ejemplares es incierto. Sobre el espécimen de Nueva Italia, cree que por su cercanía de la localidad a Asunción podría tratarse de un ave escapada del cautiverio. Sobre la pareja de "Colonia Esperanza", el problema que encontraba es que son numerosas las localidades paraguayas con ese nombre, muchas de ellas en la zona chaqueña. Hayes cree que: 

«Si procedían de una localidad del norte del Chaco, pueden ser considerados como un registro válido de “A. glaucogularis”; sin embargo esa "Colonia Esperanza" se encontraría aparentemente en el Oriente, ya que, en referencia a la escasez de registros en el Paraguay, Podtiaguin dijo que además la parte oriental del Paraguay es completamente desconocida. Si "Colonia Esperanza" es una localidad del Oriente, o incluso si se encuentra a lo largo del río Paraguay, lo más probable es que los ejemplares hayan sido aves de cautiverio que lograron escapar o pueden haber sido obtenidas en otros lugares.»

Además, A. glaucogularis fue señalada para las localidades paraguayas de Villa Franca, Desmochados y Guazú Cuá, pero para Ingels estas tres citas (algunas posiblemente del departamento de Ñeembucú) deberían ser asignadas a A. ararauna.
En 1975 el ornitólogo especialista en aves de la región chaqueña, profesor adjunto de la ciudad universitaria de Nueva York (Estados Unidos) y conservador del Museo Americano de Historia Natural de esa ciudad, Lester L. Short, en su obra sobre el análisis de la avifauna chaqueña, cita a este taxón, indicando que: 

«Esta forma, posiblemente un morfo, es tratada aquí como una subespecie de ararauna. Ara ararauna caninde, considerada por algunos como una especie, y al parecer muy rara, ocurre en Paraguay y quizás en la Argentina adyacente. Originalmente pudo haber habitado los bosques en galería de los ríos Paraguay, Paraná y Uruguay, forrajeando en la región circundante. Estos bosques han sido eliminados, o talados de forma selectiva, a tal punto que los guacamayos en gran medida han desaparecido. Por lo tanto, el estatus del caninde como una forma chaqueña es incierto, puede existir en pequeños números a lo largo del río Paraguay, y tal vez en los bordes occidentales del chaco.».

Para 1992, N. Collar y otros especialistas continuaban considerando posible la aparición histórica de A. glaucogularis en el Paraguay. Este país publicó un sello postal donde se exhibe una imagen de un A. glaucogularis junto con la de un A. ararauna.
A fines del año 2015, CITES aún mantenía al Paraguay en su entrada sobre la distribución de A. glaucogularis, pero con un signo que señala su estatus allí como "pendiente de definición".

#### En la Argentina
En la Argentina su presencia es problemática, postulándose que muchos de sus registros (o todos ellos) en realidad deberían ser referidos a Ara ararauna, de la cual fue tratada como un sinónimo durante mucho tiempo. Bajo Ara caninde o A. glaucogularis fue citado repetidamente como viviendo en las provincias del norte del país. Eduardo Ladislao Holmberg indica que fue capturada en el entonces Territorio Nacional del Chaco, siendo luego exhibida en el Zoológico de Buenos Aires, del cual él fue director entre el año 1888 y 1904. Esta distribución fue repetida por A. Steullet y E. Deautier en 1935.
En 1920, E. Lynch Arribalzaga la reportó para el mismo territorio del Chaco, específicamente para la zona del río Bermejo. Este curso fluvial es el límite con la hoy provincia de Formosa, y aguas arriba fluye en ambas márgenes por la provincia de Salta, por lo que Ingels cree que en este registro se basó C. Olrog para incluir a esas 3 provincias en la distribución argentina del papagayo. En 1935, R. Dabbene (descriptor de la especie) lo señala para el territorio nacional de Formosa: 

«El Ara caninde y el Anodorhynchus glaucus, peculiares, el primero de Formosa y el segundo del este del Paraguay, del este de Misiones y de la provincia de Paraná, en el Brasil, son tan escasos que solo pocos museos poseen un ejemplar en sus colecciones».

 En 1936 R. Orfila y en 1950 J. Pereyra lo citan entre las aves del Territorio de Misiones. Para Chebez podrían referirse a Ara ararauna. En 1945 A. Zotta le otorga una distribución en el país comprendida en los territorios de Chaco, Misiones y Formosa. En 1952 Gunnar Höy observó seis ejemplares de guacamayos «azul y amarillo» volando sobre el río Caraparí (también denominado río Itiyuro), en el extremo norte de Salta, a la que sumó un registro previo realizado en Orán. A pesar de que él los asignó a A. ararauna, para R. Ridgely muy probablemente eran A. glaucogularis, pero que no vivían en la zona sino que posiblemente eran solo aves vagantes que provenían de un sector ubicado más al norte, ya que este autor consideraba que en la temporada seca la especie emprendía largos viajes en busca de alimentos.
No obstante, en 1975 fue reportada la supuesta captura de un guacamayo «azul y amarillo» en los alrededores de Yacuiba (580 m s. n. m.), en la zona limítrofe entre el departamento de Tarija y la provincia argentina de Salta (22°02′S 63°45′O), localidad muy próxima al río Caraparí. C. Olrog, quien estudió una fotografía borrosa del Ara de Yacuiba, presumió que pertenecía a esta especie; sin embargo, para J. Ingels la fotografía deja dudas sobre su identificación como A. glaucogularis. C. Yamashita pone en duda el valor de esta cita, pues indicó que la fuente de la información del ave de Yacuiba vino de R. Romero, quien fue uno de los más importantes comerciantes de ejemplares vivos de la fauna silvestre desde mediados de la década de 1970 hasta mediados de la década de 1980. Habitantes locales informaron que durante ese período Romero operó por todo lo largo de las tierras bajas de Bolivia, especialmente en el departamento del Beni.
Hacia el final del año 2015, CITES aún mantenía a la Argentina en su entrada sobre la distribución de A. glaucogularis, pero con un signo que señala su estatus allí como "pendiente de definición".
Tratamiento de A. glaucogularis por ornitólogos argentinos
Claes Christian Olrog en la primera lista de la avifauna argentina en 1963, sobre el Ara caninde consideró que por tradición ha sido citado en ese país, pero que no había ningún dato concreto. En su segunda lista vuelve a repetir sobre la falta de datos pero suma que fue redescubierto en la zona fronteriza argentino-boliviana (el registro de Yacuiba). 
En 1984, señaló sobre A. glaucogularis en la Argentina: 

Ara caninde fue redescubierto en los últimos años. Habita bosques montañosos de transición, sin embargo es raro y muy local.

 Para A. ararauna indica que: 

frecuenta sabanas y bosques de transición; citado para nuestro país pero posiblemente se trate de una confusión con el caninde.

En 1988 Martín Rodolfo de la Peña no incluye a A. glaucogularis (ni a A. ararauna) en su Guía de aves argentinas (tomo IV). En 1999, el mismo autor en su obra "Aves Argentinas, lista y distribución" sí la incluye, mapeándola e indicando que habita en Salta, con la referencia de Gunnar Höy de 1969, interpretándola, como ocurría en esos años, que la misma no se trataba de A. ararauna sino de A. glaucogularis. En 2012, en su extenso trabajo "Citas, observaciones y distribución de aves argentinas", vuelve a no incluir a ambas especies.
En 1991 Canevari y otros señalaron que los registros del noroeste argentino correspondía asignarlos a A. glaucogularis mientras que los registros de las provincias de Formosa, Chaco y Misiones debían ser asignados a A. ararauna. Sobre A. glaucogularis indican que para la Argentina es una 

(...) especie muy rara y local, señalada para Salta; también vive en el sur de Bolivia y Paraguay.

En 1994 Juan Carlos Chébez y Claudio Bertonatti le asignan un estatus a nivel argentino de "En peligro". Señalan que: 

« Su presencia en nuestro país es bastante problemática y discutida.»

 Refiriéndose a la cita del río Caraparí comentan que: 

«Este registro constituiría la única evidencia concreta de la presencia de este magnífico loro en nuestro territorio, el que no pudo ser relocalizado a pesar de numerosas búsquedas efectuadas en tal sentido, lo que hace presumirlo como extinto en nuestro país, si es que no se trataba en realidad de una especie accidental para Argentina.»

 Finalmente vuelven a comentar la situación en ese país: 

«En la Argentina se debe proseguir con el relevamiento ornitológico intensivo del norte de Salta y el este de Jujuy, incluyendo los Parques Nacionales Baritú (Salta) y Calilegua (Jujuy) para comprobar su posible supervivencia en nuestro país, antes que pongamos definitivamente al guacamayo amarillo en la lista de nuestros coloridos, pero a la vez tristes recuerdos.»

En 1984 Manuel Nores y Darío Yzurieta sobre A. glaucogularis indican que: 

«La especie ha sido citada para Bolivia, Paraguay y norte de Argentina, aunque en la actualidad solo parece habitar el primero de los países, en el norte de Santa Cruz y en el sur de Beni. En Paraguay, Argentina y sur de Bolivia ya no existe o su presencia es solo ocasional.»

 En 1994 los mismos autores consideraron que para esa fecha A. glaucogularis estaba prácticamente extinta en Argentina o que solo se podía encontrar de vez en cuando.
En 2001 J. Mazar-Barnett y Pearman asignaron a A. glaucogularis como «erróneamente citada para la Argentina», atribuyéndole sus citas en el país a A. ararauna, al que categorizaron como «Hipotético» —por carecer de pieles argentinas— pero de presencia probable en el pasado. Chebez, en cambio, en 2009 categorizó a A. glaucogularis en la Argentina como «Hipotético».

## Conservación
Las poblaciones de este guacamayo han sido históricamente sobreexplotadas para abastecer el mercado de aves de compañía. Esto ha llevado a que esta ave sobreviva en bajos números, en un área relativamente pequeña dentro de una región con ambientes adecuados aún disponibles mucho mayor, por lo que se cree que brindándole una protección estricta la especie podría recuperarse.  
Es considerado la especie de guacamayo del género Ara con más elevado riesgo de extinción en estado silvestre. El comercio internacional de A. glaucogularis fue prohibido en el año 1983; en 1984 Bolivia prohibido la exportación de animales vivos, lo que fue extendido indefinidamente dos años después por Decreto Supremo. Además, el país es signatario de los principales tratados internacionales sobre protección de especies, como el CITES y la Convención de 1992 de la Biodiversidad. A pesar de esto, el tráfico de psitácidos —en pequeña escala— continuó, parte del cual se canaliza a través de países limítrofes. Como una medida para aumentar su grado de protección a esta paraba además se le otorgó la distinción de «Patrimonio natural de Bolivia».

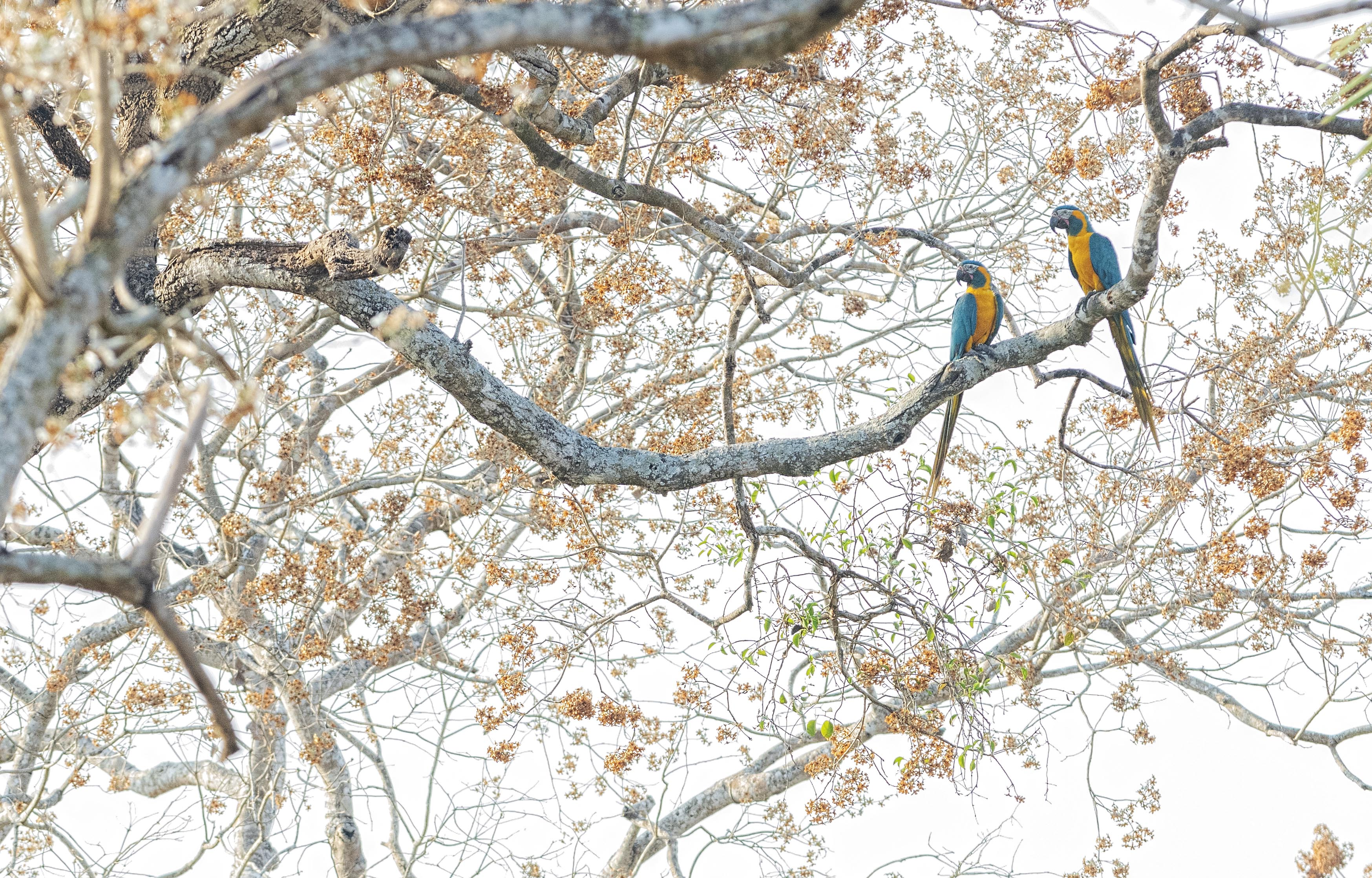
Par de ejemplares en libertad, registrados en Beni, Bolivia.

Se encuentra incluida en el Apéndice I del CITES. Es considerada en la categoría "en peligro crítico" en la Lista Roja producida por la evaluación de la Unión Internacional para la Conservación de la Naturaleza (UICN).
Para revertir la grave situación en que se encuentra este gran loro se creó el "Programa de Conservación del guacamayo garganta azul", cuya base de operaciones se encuentra en la ciudad de Trinidad, capital del departamento del Beni. Además de la creación de áreas protegidas, el estudio de los requerimientos de la especie, la información a los ganaderos y pobladores locales, y el control del tráfico de fauna, se han realizado otras acciones directas, como el plantado de ejemplares de la palmera real boliviana (Mauritia flexuosa) para que el guacamayo anide en ellas en el futuro, y la colocación de decenas de grandes cajas-nidos, con un diseño específico para la paraba garganta azul, que dificulta su utilización por el mayor Ara ararauna. Asimismo se han reparado algunos nidos naturales que estaban siendo utilizados por parejas de A. glaucogularis. Esta especie es cazada por el alto valor que la misma posee en el mercado del tráfico ilegal de especies silvestres. Localmente también es capturada para utilizar sus plumas centrales de la cola en la confección de tocados empleados en la danza tradicional conocida como "macheteros", por lo cual se intenta encontrar sustitutos para evitar que continúe la presión de caza con este fin.

### Población en libertad
En el año 2013, la población total en libertad de este papagayo fue estimada como integrada por 350 individuos —posiblemente un poco más— los que ocupaban una superficie de 4000 km². En la estación seca de 2007 fue detectado un dormidero ocupado por 70 individuos, la mayor agrupación de la especie. Sin embargo, para el año 2014 la información sugiere que es poco probable que sean más de 115 los ejemplares en libertad.
Áreas protegidas que lo amparan
La reserva natural Barba Azul, ubicada en la provincia de Yacuma (al noroeste de la ciudad de Trinidad) en la pampa de Moxos, posee la única población silvestre bajo protección del guacamayo barba azul, donde se contaron, en el año 2011, 100 ejemplares de la especie. Se creó gracias a una gestión de la Asociación Civil Armonía y el apoyo económico de fundaciones protectoras. Su superficie fue aumentada a fines del año 2013 hasta alcanzar las 11 000 hectáreas.
La especie podría eventualmente vivir o visitar otras áreas protegidas de la región, como la estación biológica del Beni (una reserva de biosfera de la UNESCO-MAB) o la reserva forestal Iténez (administrada por la Superintendencia Forestal) pero no ha habido avistamientos aún.
En 2017 fue creado el Parque municipal y área natural de manejo integrado Gran Mojos, en el municipio de Loreto, que cuenta con la reserva con la mayor área de nidificación del ave que se conoce.

### Población en cautividad
La especie posee sus mayores efectivos en cautividad, principalmente en Europa y Estados Unidos, tanto en colecciones públicas como en privadas, incluso lográndose de estas la compilación de bancos de sus datos genéticos para evitar en los cruzamientos la consanguinidad por endogamia.
Comenzó a difundirse en avicultura a partir del año 1977, cuando se presentó un ejemplar en el Walsrode Bird Park en la ciudad alemana de Walsrode (en Baja Sajonia), lográndose su primer éxito reproductivo en cautiverio en el año 1984 en el zoológico "Loro Parque" de la isla española de Tenerife. Desde entonces, hay consenso entre los avicultores que la reproducción de este guacamayo, en jaulones adecuados, no presenta mayores inconvenientes.
Aún no hay un centro de reproducción específicamente dedicado a este guacamayo para multiplicarlo y eventualmente poder reforzar la población silvestre si la población relíctica se perdiera, como se ha propuesto o ejecutado en el caso de otras especies de grandes loros. Esto trae aparejado que los ejemplares decomisados del tráfico ilegal son derivados a zoológicos, por ejemplo en el caso de Bolivia al más importante de ese país (poseyendo la mayor población cautiva de la especie en dicha nación): el Zoológico Municipal de Fauna Sudamericana Noel Kempff Mercado de la ciudad de Santa Cruz de la Sierra.

### Entidades encargadas de su protección
Son varias las asociaciones, fundaciones, y entidades gubernamentales que se relacionan con la protección de la paraba garganta azul.
- Asociación Civil Armonía Es una ONG boliviana (socio nacional por Bolivia de BirdLife International) creada como una organización de voluntarios para trabajar en la vigilancia mundial de la especie y estudiar su biología. Su sede se encuentra en la ciudad de Santa Cruz.
- Fundación Loro Parque. Esta fundación conservacionista (relacionada con "Loro Parque", un zoológico privado, situado en el Puerto de la Cruz, Tenerife, España) desde el año 1995 brinda apoyo a "Armonía" para llevar a cabo los programas de conservación de esta especie.
- World Parrot Trust Es una organización benéfica internacional dedicada a salvar a las especies amenazadas de loros.
- Dirección General para la Biodiversidad del Ministerio de Desarrollo Sostenible. Esta agencia gubernamental boliviana es la que regula las actividades de las ONG dentro de su territorio.
- Gobernación del Departamento de Beni. Es el organismo que facilita las iniciativas locales.
- Federación de ganaderos del Beni (FEGABENI). Como casi toda la distribución remanente de la especie se encuentra sobre campos ganaderos de empresas o propietarios privados, esta entidad cumple un rol importante en la protección de este guacamayo.
- American Bird Conservancy
- Comité nacional de los Países Bajos de la UICN
- Rainforest Trust
- World Land Trust.[58]